# Apamea nigrobrunnea
Apamea nigrobrunnea là một loài bướm đêm trong họ Noctuidae.